# Мендарев, Пётр Афанасьевич
Пётр Афанасьевич Мендарев — советский хозяйственный, государственный и политический деятель.

## Биография
Родился в 1929 году в Смоленской области. Член КПСС.
С 1951 года — на хозяйственной, общественной и политической работе. В 1951—1990 гг. — мастер, инженер-технолог, инженер по труду и заработной плате, председатель комитета профсоюза на Минском вагоноремонтном заводе, заместитель председателя Республиканского комитета профсоюзов Белорусской железной дороги, председатель Гродненского областного промышленного совета профсоюзов, второй, первый секретарь Гродненского городского комитета КПБ, председатель комиссии партийного контроля при Гродненском обкоме КПБ.
Избирался депутатом Верховного Совета Белорусской ССР 9-11-го созывов. Делегат XXV и XXVI съездов КПСС.
Почётный гражданин Гродно (1999).
Умер в Гродно в 2009 году.